# Frederik Endert
Frederik Endert (1891 -1953) fue un profesor, y botánico neerlandés.

## Biografía
En 1915, fue nombrado Oficial forestal en el Servicio Forestal de Indias Orientales Neerlandesas. Desde 1918 trabajó en estrecha colaboración con el Instituto de Investigación Forestal en Buitenzorg (hoy Bogor) Java.
En 1925, Endert acompañó una expedición de recogida botánica, del centro de Borneo (Expedición Midden-Oost-Borneo) durante la cual recoge Nepenthes fusca y Nepenthes mollis por primera vez. En 1938 fue destinado en Makassar, en el sudoeste de Sulawesi, encargado de la supervisión de los bosques. En 1941 fue nombrado Secretario de la Comisión de Plantas Económicas. En mayo de 1949, Endert regresó al Instituto de Investigación Forestal en Buitenzorg para recopilar información sobre las variedades de madera de Indonesia. Se retiró en 1952, y viajó a los Países Bajos en julio del mismo año.
Endert murió en 1953 en Bussum, Holanda Septentrional.

## Algunas publicaciones

### Libros
- 1935. Het harsonderzoek in Nederlandsch-Indië, tevens eerste overzicht der Nederlandsch-Indische harsen, meer in het bijzonder der damarsoorten. Ed. Archipel, 90 p.

- 1928. Geslachtstabellen voor Ned.-Indische boomsoorten naar vegetatieve kenmerken: met een beschouwing over de practische en systematische waarde dezer kenmerken. Ed. H. Veenman & zonen, 242 p.

## Honores

### Eponimia
Género
- (Fabaceae) Endertia Steenis & de Wit[2]

Especies
- (Annonaceae) Mitrephora endertii Weeras. & R.M.K.Saunders[3]

- (Burseraceae) Canarium endertii H.J.Lam[4]

- (Dipterocarpaceae) Sunaptea endertii (Slooten) Kosterm.[5]
- La abreviatura «Endert» se emplea para indicar a Frederik Endert como autoridad en la descripción y clasificación científica de los vegetales.[6]